# Andes luzonensis
Andes luzonensis är en insektsart som beskrevs av Tsaur och Hsu 1991. Andes luzonensis ingår i släktet Andes och familjen kilstritar. Inga underarter finns listade i Catalogue of Life.